# Єдиний народно-визвольний фронт Югославії
Єдиний народно-визвольний фронт (сербохорв. Jedinstveni narodnooslobodilački front, JNOF), іноді просто Народно-визвольний фронт — політично організований антифашистський рух у Югославії часів Другої світової війни.
Перебував під керівництвом Комуністичної партії Югославії, хоча й об'єднував усі політичні партії та окремих осіб республіканського, федералістського та лівого політичного спектру в окупованому Королівстві Югославія.
Фронт служив політичною опорою югославському руху спротиву, відомому як югославські партизани.
У 1945 році, коли партизани перемогли у війні, Єдиний народно-визвольний фронт реорганізовано й перейменовано на Народний фронт Югославії (сербохорв. Narodni front Jugoslavije). Під цією назвою Фронт виграв післявоєнні вибори в Югославії, після чого незабаром змінив назву на Соціалістичний союз трудового народу Югославії (сербохорв. Socijalistički savez radnog naroda Jugoslavije, SSRNJ).